# Lumen (Band)
Lumen ist eine russische Rockband aus Ufa. Sie hat bis heute sieben Studioalben veröffentlicht.

## Geschichte
Die Band betrachtet den 12. Februar 1998 als ihren Gründungstag, denn an diesem Tag trat sie zum ersten Mal als „Lumen“ auf. Die früheren Werke der Band haben einen alternativen Rock-Sound mit starkem Punk-Einfluss. Bei späteren Veröffentlichungen wählten sie jedoch einen härteren Ansatz. Die Texte werden in der Regel von Sänger und Frontmann Rustem „Tem“ Bulatow geschrieben. Die Songs der Band sind inspiriert von verschiedenen kontroversen Ereignissen und Themen, die innerhalb und außerhalb Russlands stattfinden, sowie von persönlichen Konflikten.

## Diskografie

### Studioalben
- 2003: Без консервантов
- 2004: Три пути
- 2005: Свобода
- 2007: Правда?
- 2009: Мир
- 2012: На части
- 2013: Нет времени для любви
- 2016: Свидетели хроники бешеных дней
- 2020: Покажите солнце

### Livealben
- 2002: Live in Navigator club
- 2005: Одной крови
- 2006: Дыши
- 2007: Буря
- 2011: Лабиринт

### Kompilationsalben
- 2007: The Best

## Auszeichnungen
- 2007/2008: Beste Künstler (Russian Alternative Music Prize) von A-One
- 2007/2009: Bestes Album (Russian Alternative Music Prize) von A-One
- 2009: ZD Award der Moskowski Komsomolez für den Best Alternative Act